# Лігр
Лігр (лат. Panthera liligris) — гібрид великих кішок: самця лева і самиці тигра. Виглядає як гігантський лев із розмитими смугами . Всього на планеті близько 25 лігрів .

## Зовнішній вигляд
Зовнішнім виглядом і розмірами лігри схожі на вимерлих американського лева та печерного лева. Лігр — найбільша кішка у світі на сьогоднішній день: довжина тіла може сягати 4-5 м, а вага перевищувати 300 кг і доходити до 410-420 кг. Найбільшим живим лігром є Геркулес, який є потомством лева на кличку Артур і тигриці Айли, з інтерактивного тематичного парку розваг «Джангл Айленд» (Південна Кароліна, США). Він важить 418 кг при зрості 3,3 м , а швидкість 80 км/год розвиває швидше, ніж людина здатна долічити до 10.
У самців-лігрів, за рідкісним винятком, майже відсутня грива, але на відміну від левів лігри вміють і люблять плавати. Інша особливість лігрів полягає в тому, що самиці лігрів можуть давати потомство, що незвично для гібридів.
У 1973 році в Книгу рекордів Гіннеса був занесений запис про лігра з вагою 798 кг, що проживав у парку «Bloemfontein Zoological Gardens» в Південній Африці. У парку «Valley Of The Kings Animal Sanctuary» в штаті Вісконсин, США, проживав лігр вагою 550 кг на ім'я Нук (англ. Nook), який помер в 2007 році у віці 21 року.

## Розведення
Лігри не зустрічаються в природі, тому що у лева і тигра майже немає шансів зустрітися: сучасний ареал лева включає в основному центральну і південну Африку (хоча в Індії існує остання вціліла популяція азійських левів), в той час як тигр — виключно азійський вид. Тому схрещування видів відбувається, коли тварини довгий час живуть в одному вольєрі або клітці (наприклад, в зоопарку або цирку), але потомство дають лише 1-2% пар, через що у світі сьогодні налічується не більше 25 лігрів.
Гібриди левів та тигрів викликали негативну реакцію у захисників прав тварин. Доктора Бхагавала Ентла, доглядача Геркулеса та інших лігрів, що вирощували в Інституті рідкісних та вимираючих видів в Південній Кароліні, часто звинувачують в «жорстокому використанні хворих тварин заради самореклами».
Компанія Animal Media випустила ряд короткометражок, в яких безапеляційно стверджується: лігри — хворі понівечені звірі, які страждають на рак, артрит, депресією, неврологічні розлади, рано вмирають, а тигриці не можуть народжувати лігрів без кесаревого розтину і під час пологів не виживають через гігантських дитинчат. Хвороби лігрів викликані, згідно з фільмами, гібридизацією. «Лігрів розводять просто тому, що натовп завжди хоче видовищ, — запевняє один з роликів. — Людина готова добре заплатити, лише б побачити щось нове, що виходить за межі сірих буднів». Хоча люди, що займаються доглядом за ліграми запевняють: гібриди від різних чистих ліній завжди здорові і сильні; люди використовують гетерозис вже сотні років у сільському господарстві для отримання більш продуктивних сортів рослин і порід тварин. Маса дитинчати набагато менша за масу матері, яка без проблем легко народжує кошенят. Для порівняння: маса немовляти досягає п'яти-десяти відсотків маси матері, і здорові жінки народжують без будь-якого хірургічного втручання.

## Галерея

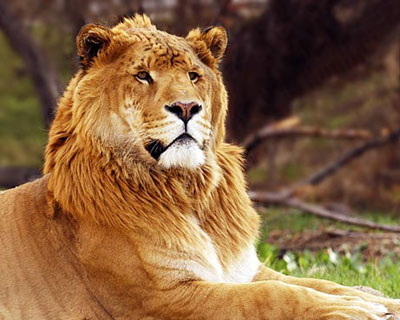
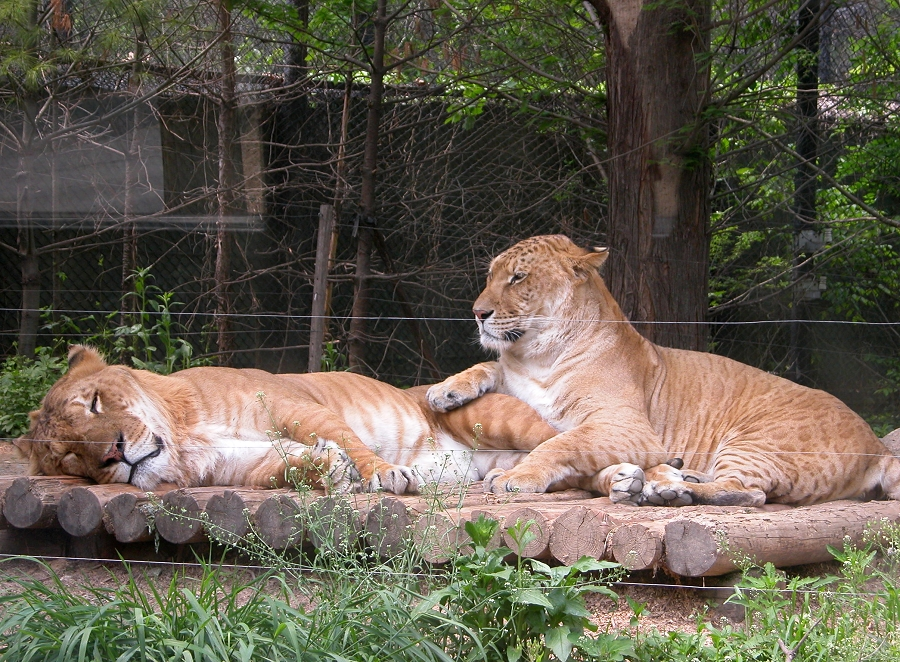
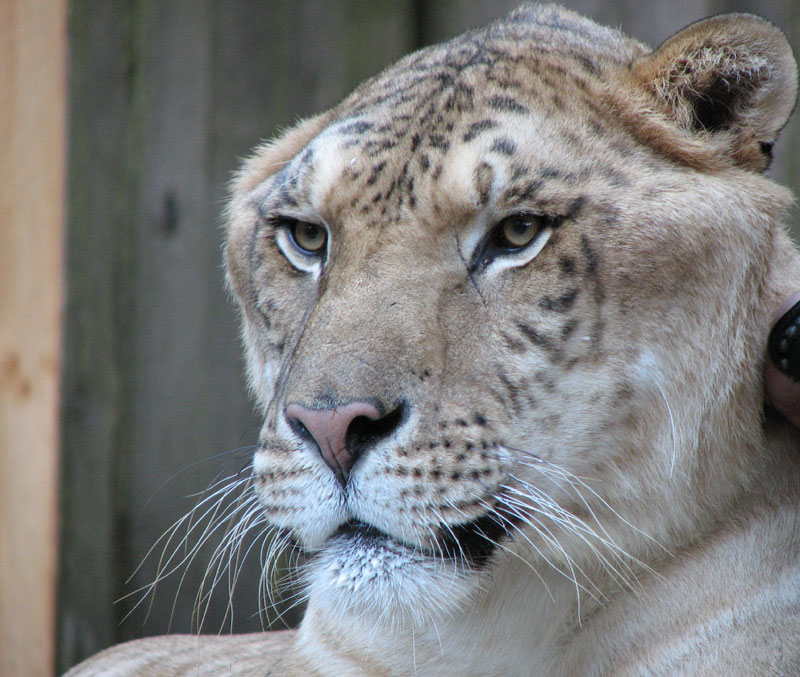
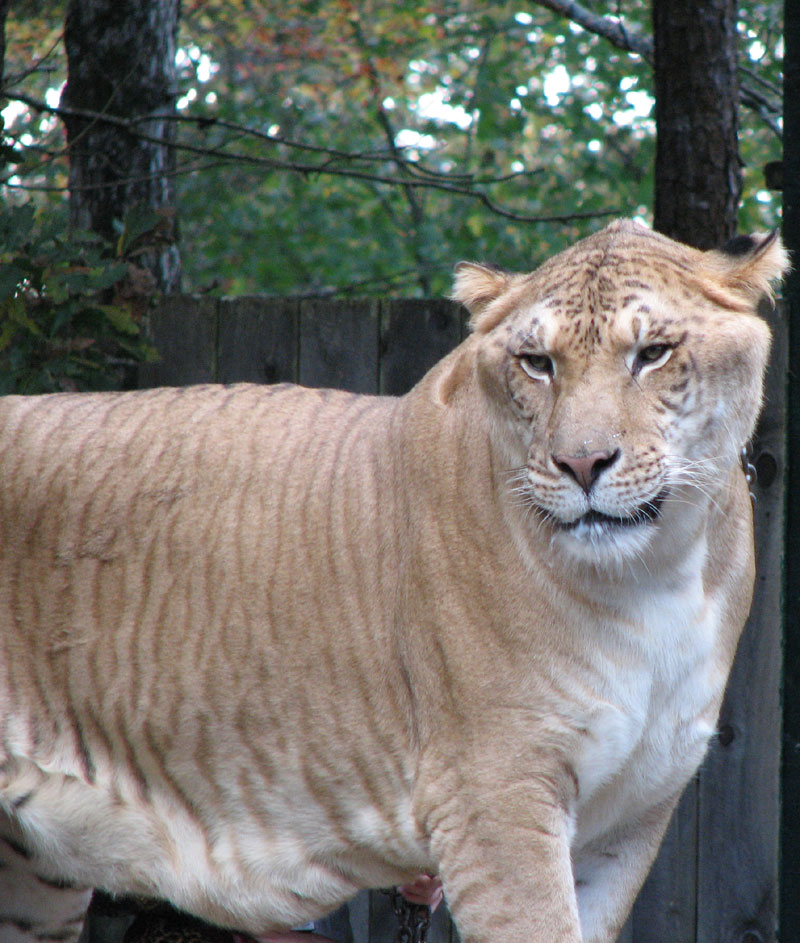
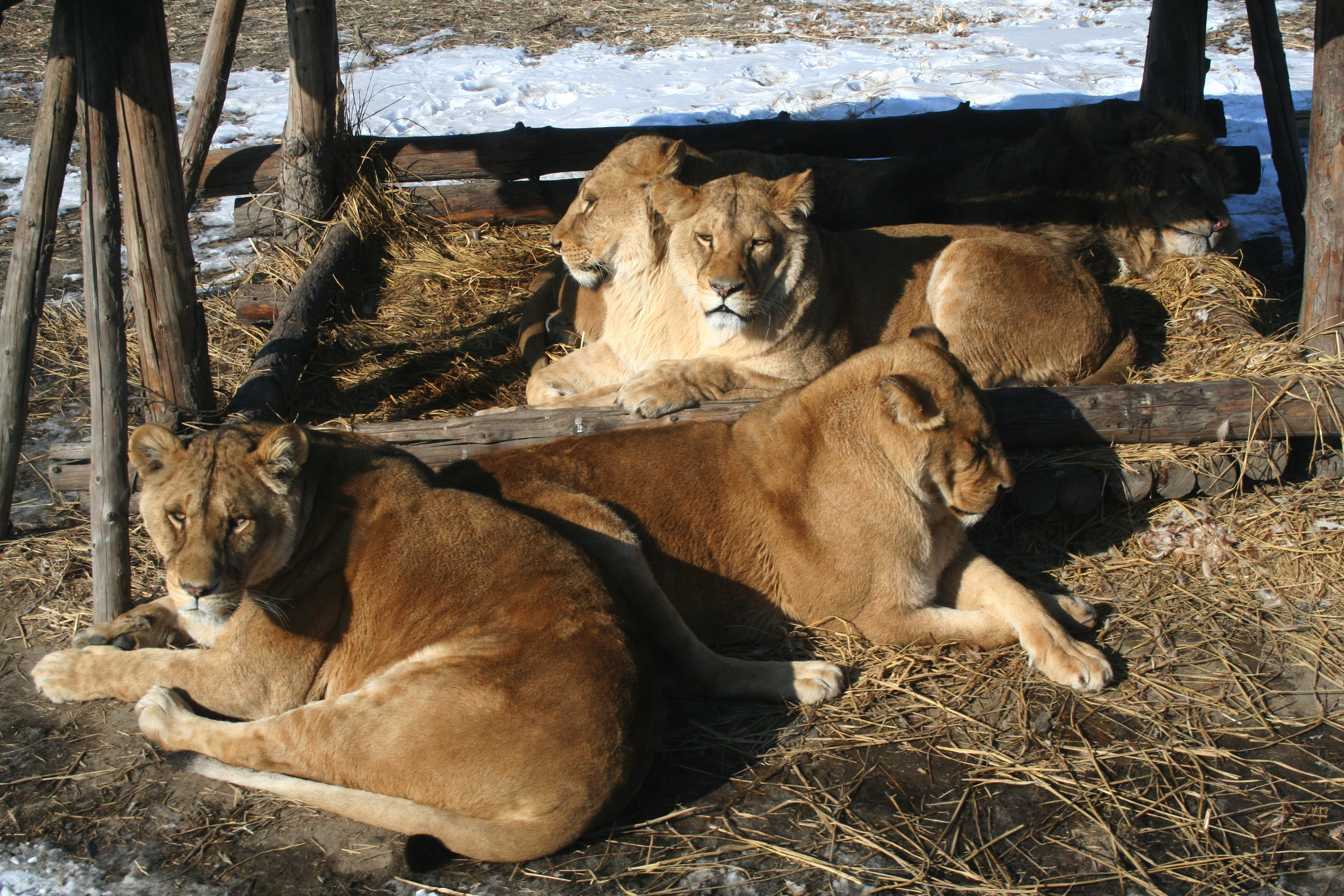
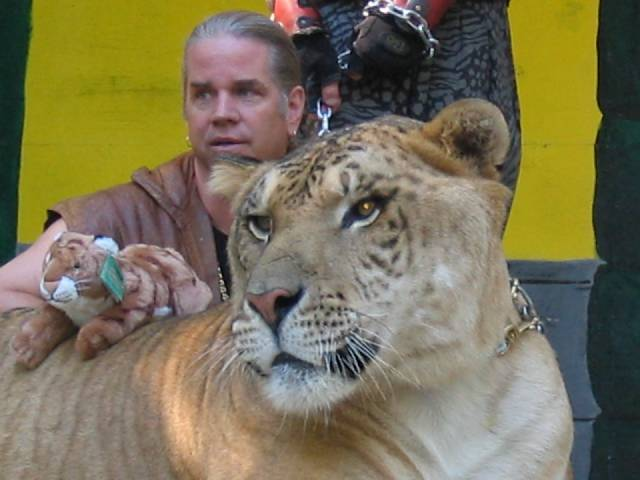
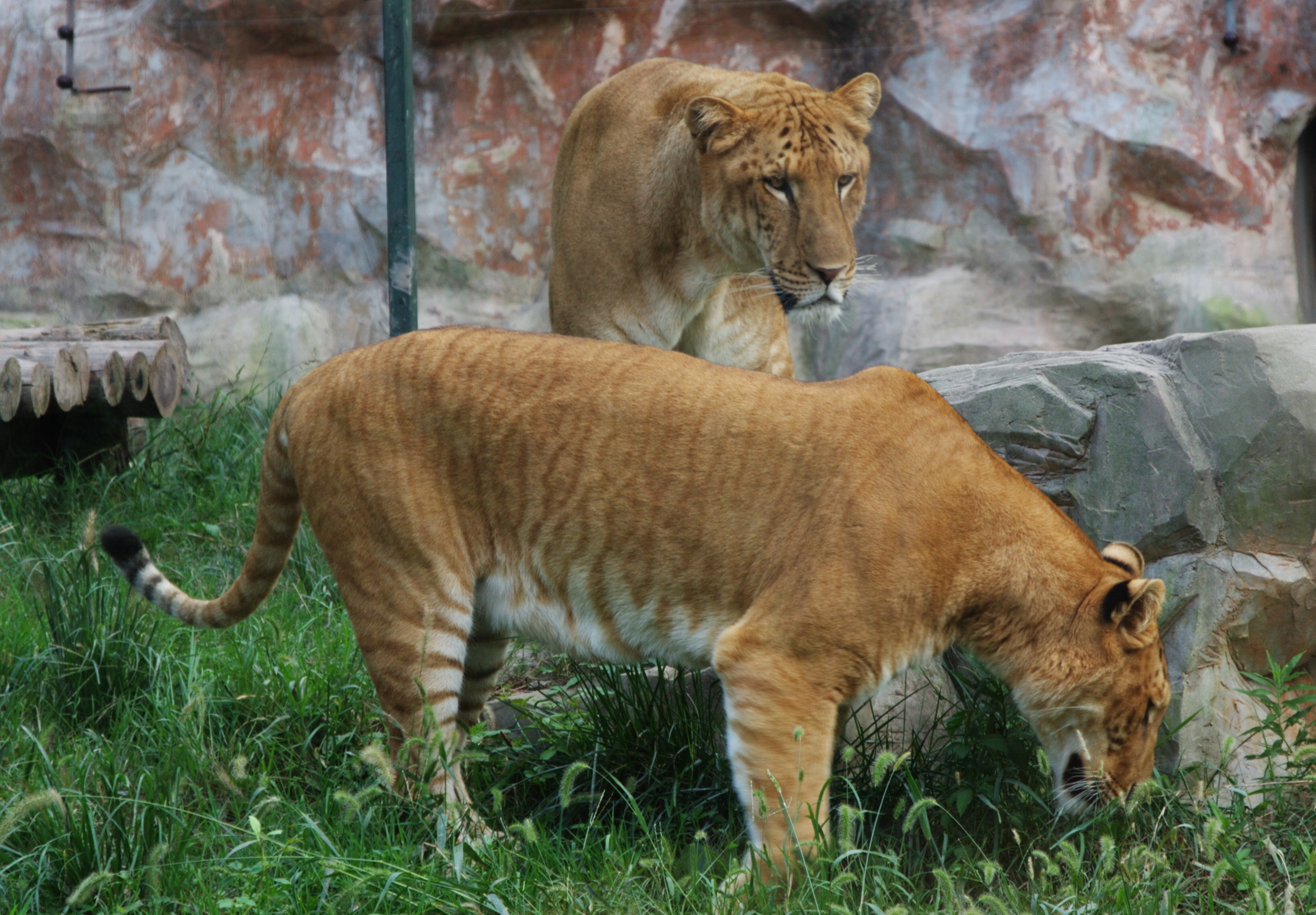
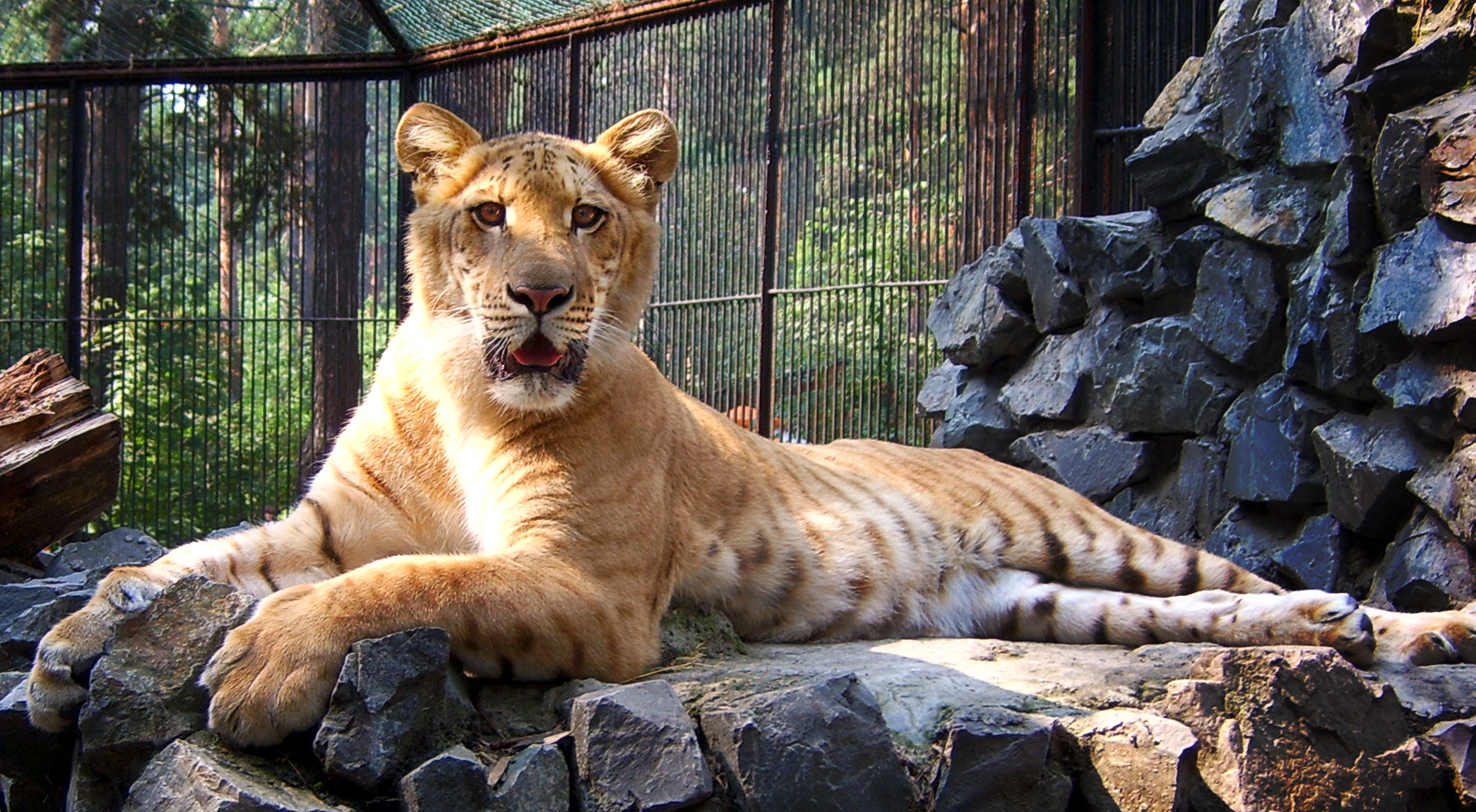
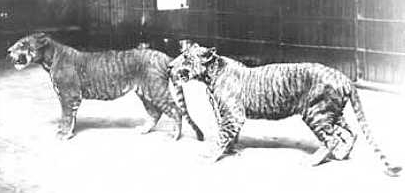
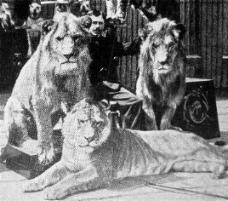
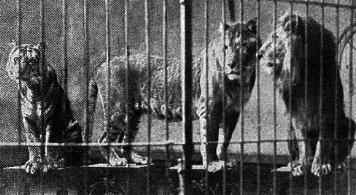